# Micropanchax keilhacki
Micropanchax keilhacki är en fiskart som först beskrevs av Ahl 1928.  Micropanchax keilhacki ingår i släktet Micropanchax och familjen Poeciliidae. IUCN kategoriserar arten globalt som sårbar. Inga underarter finns listade i Catalogue of Life.